# Giro de Münsterland 2019
La 14.ª edición de la clásica ciclista Giro de Münsterland fue una carrera en Alemania que se celebró el 3 de octubre de 2019 sobre un recorrido de 193,3 kilómetros con inicio en la ciudad de Emsdetten y final en la ciudad de Münster.
La carrera forma parte del UCI Europe Tour 2019, dentro de la categoría 1.HC. El vencedor fue el colombiano Álvaro Hodeg del Deceuninck-Quick Step seguido del alemán Pascal Ackermann del Bora-Hansgrohe y el belga Tim Merlier del Corendon-Circus.

## Equipos participantes
Tomaron parte en la carrera 25 equipos: 10 de categoría UCI WorldTeam; 10 de categoría Profesional Continental; y 5 de categoría Continental. Formando así un pelotón de 169 ciclistas de los que acabaron 91. Los equipos participantes fueron:
| WorldTeams (10)- Bora-hansgrohe - Deceuninck-Quick Step - Team Sunweb - Lotto Soudal - Dimension Data - Ineos - Team Jumbo-Visma - Katusha-Alpecin - Trek-Segafredo - UAE Team Emirates Equipos continentales profesionales (10)- Israel Cycling Academy - Gazprom-RusVelo - Rally UHC Cycling - Roompot-Charles - Sport Vlaanderen-Baloise - Arkéa-Samsic - Total Direct Énergie - Vital Concept-B&B Hotels - Wanty-Groupe Gobert - Corendon-Circus Equipos continentales (5)- Bike Aid - Heizomat Rad-Net - Dauner D&DQ-Akkon - Lotto-Kern-Haus - Team Sauerland NRW p/b SKS GERMANY |
| |

## Clasificación final
- Las clasificaciones finalizaron de la siguiente forma:[3]

| \| Clasificación general \| Clasificación general \| Clasificación general \| Clasificación general \| Clasificación general \| \| Ciclista \| Ciclista \| Equipo \| Tiempo \| \| \| --------------------- \| --------------------- \| ------------------------ \| --------------------- \| --------------------- \| \| 1.º \| Álvaro Hodeg \| Deceuninck-Quick Step \| 4 h 26 min 39 s \| \| \| 2.º \| Pascal Ackermann \| Bora-Hansgrohe \| + 0 s \| \| \| 3.º \| Tim Merlier \| Corendon-Circus \| + 0 s \| \| \| 4.º \| Fernando Gaviria \| UAE Team Emirates \| + 0 s \| \| \| 5.º \| Max Walscheid \| Team Sunweb \| + 0 s \| \| \| 6.º \| Mike Teunissen \| Team Jumbo-Visma \| + 0 s \| \| \| 7.º \| Christophe Noppe \| Sport Vlaanderen-Baloise \| + 0 s \| \| \| 8.º \| Piet Allegaert \| Sport Vlaanderen-Baloise \| + 0 s \| \| \| 9.º \| Roy Jans \| Corendon-Circus \| + 0 s \| \| \| 10.º \| Niccolò Bonifazio \| Total Direct Énergie \| + 0 s \| \| |                   |                          |                 |
| |                   |                          |                 |
| Fuente: ProCyclingStats |                   |                          |                 |
| Clasificación general |                   |                          |                 |
| Ciclista | Ciclista          | Equipo                   | Tiempo          |
| 1.º | Álvaro Hodeg      | Deceuninck-Quick Step    | 4 h 26 min 39 s |
| 2.º | Pascal Ackermann  | Bora-Hansgrohe           | + 0 s           |
| 3.º | Tim Merlier       | Corendon-Circus          | + 0 s           |
| 4.º | Fernando Gaviria  | UAE Team Emirates        | + 0 s           |
| 5.º | Max Walscheid     | Team Sunweb              | + 0 s           |
| 6.º | Mike Teunissen    | Team Jumbo-Visma         | + 0 s           |
| 7.º | Christophe Noppe  | Sport Vlaanderen-Baloise | + 0 s           |
| 8.º | Piet Allegaert    | Sport Vlaanderen-Baloise | + 0 s           |
| 9.º | Roy Jans          | Corendon-Circus          | + 0 s           |
| 10.º | Niccolò Bonifazio | Total Direct Énergie     | + 0 s           |

## UCI World Ranking
El Giro de Münsterland otorgó puntos para el UCI Europe Tour 2019 y el UCI World Ranking, este último para corredores de los equipos en las categorías UCI WorldTeam, Profesional Continental y Equipos Continentales. Las siguientes tablas son el baremo de puntuación y los 10 corredores que obtuvieron más puntos:
| Posición              | 1.º | 2.º | 3.º | 4.º | 5.º | 6.º | 7.º | 8.º | 9.º | 10.º | 11.º | 12.º | 13.º | 14.º | 15.º | 16.º-30.º | 31.º-40.º |
| Clasificación general | 200 | 150 | 125 | 100 | 85  | 70  | 60  | 50  | 40  | 35   | 30   | 25   | 20   | 15   | 10   | 5         | 3         |

| Clasificación |                   |                          |         |
| Posición      | Ciclista          | Equipo                   | General |
| ------------- | ----------------- | ------------------------ | ------- |
| 1.º           | Álvaro Hodeg      | Deceuninck-Quick Step    | 200     |
| 2.º           | Pascal Ackermann  | Bora-Hansgrohe           | 150     |
| 3.º           | Tim Merlier       | Corendon-Circus          | 125     |
| 4.º           | Fernando Gaviria  | UAE Emirates             | 100     |
| 5.º           | Max Walscheid     | Sunweb                   | 85      |
| 6.º           | Mike Teunissen    | Jumbo-Visma              | 70      |
| 7.º           | Christophe Noppe  | Sport Vlaanderen-Baloise | 60      |
| 8.º           | Piet Allegaert    | Sport Vlaanderen-Baloise | 50      |
| 9.º           | Roy Jans          | Corendon-Circus          | 40      |
| 10.º          | Niccolò Bonifazio | Total Direct Énergie     | 35      |